# Sidomulyo (Karanganyar)
Sidomulyo is een bestuurslaag in het regentschap Kebumen van de provincie Midden-Java, Indonesië. Sidomulyo telt 1433 inwoners (volkstelling 2010).